# 김연 (1552년)
김연(金演)은 조선 중기의 무신이다. 자는 언홍(彦洪)이며 호는 노항(魯巷)이다. 본관은 경주이며 영천군(永川郡) 출신이다.

## 생애
영천 입향조는 5대조 청풍부사 김자양이다. 명종 7년(1552년) 출생하였다. 선조 25년(1592년) 임진왜란이 일어나자 조카인 김대해, 최인제, 이일장, 정세아, 정의번, 이영근 등과 함께 의병을 일으켜 영천성을 수복하였다. 이어서 경주를 수복하기 위해 경상좌도 병마절도사 박진의 휘하 부대와 연합하여 왜군과 싸우다 전사하였다. 이에 초유사 김성일이 장계를 올려 자손들에게 공역을 면제하게 하였으며, 경남 밀양의 고천사(古川祠)에 제향되었다. 선무랑 한성부판관(宣務郞 漢城府判官)에 추증되었다.

## 가족
- 고조(高祖)
  - 이조정랑 증이조판서(吏曹正郞 贈吏曹判書) 김계돈(金季敦)
- 증조(曾祖)
  - 예조판서(禮曹判書) 김장미(金長美)
- 조부(祖父)
  - 지중추부사(知中樞府事) 김흡(金潝)
- 선고(先考)
  - 숭인전참봉(崇仁殿參奉) 김응정(金應挺)
- 자녀(子女)
  - 남강(南岡) 김취려(金就礪)

● 직계후손 김문수(국민의힘 제21대 대통령선거 후보)

## 참고 문헌
- 영남인물고(嶺南人物考), 난중잡록(亂中雜錄), 경주김씨세보(慶州金氏世譜).